# کولرین (ماساچوست)
کولرین(به انگلیسی: Colrain) شهرکی در شهرستان فرانکلین ایالت ماساچوست می‌باشد که در سال ۱۷۶۱ بنیان‌گذاری شده‌است. این شهرک در سرشماری سال ۲۰۱۰ میلادی، ۱٬۶۷۱ نفر جمعیت داشته‌است.